# Polystichum setiferum
Polystic à soies
Espèce
Synonymes
- Polypodium setiferum Forssk.[1]
- Polystichum angulare C. Presl[1]

Polystichum setiferum, de noms communs Polystic à soies, Polystic à frondes soyeuses, Fougère des fleuristes ou Aspidium à cils raides, est une espèce de fougères de la famille des Dryopteridaceae.

## Étymologie
Son nom spécifique vient du latin seta (poil, crin, soie) et fera (qui porte), allusion aux poils sur ses frondes, ce qui lui vaut ses noms vernaculaires d'Aspidie à cils raides ou de Polystic à frondes soyeuses.

## Description

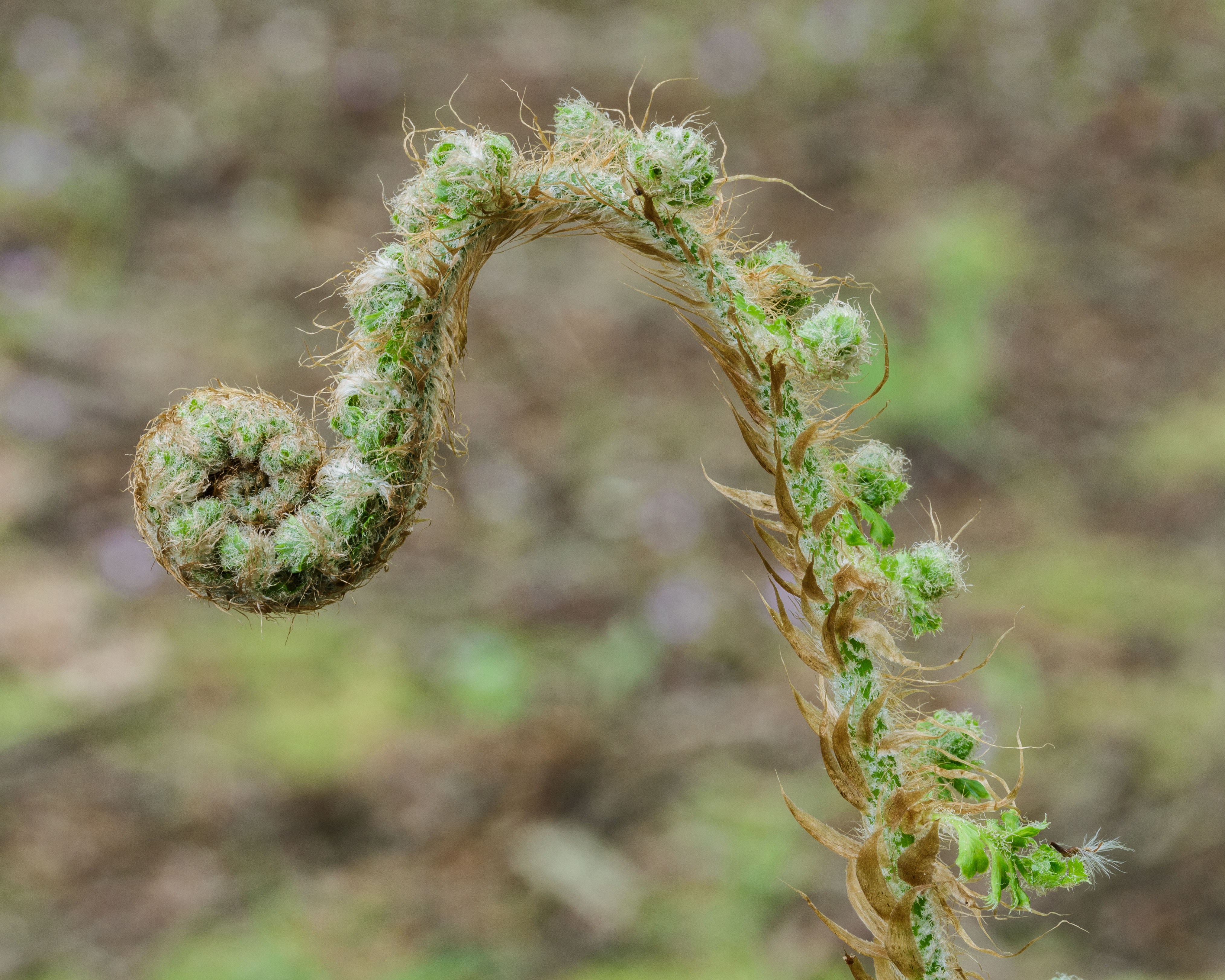
Nouvelle feuille de polystic à soies (hauteur : 30 cm).

### Appareil végétatif

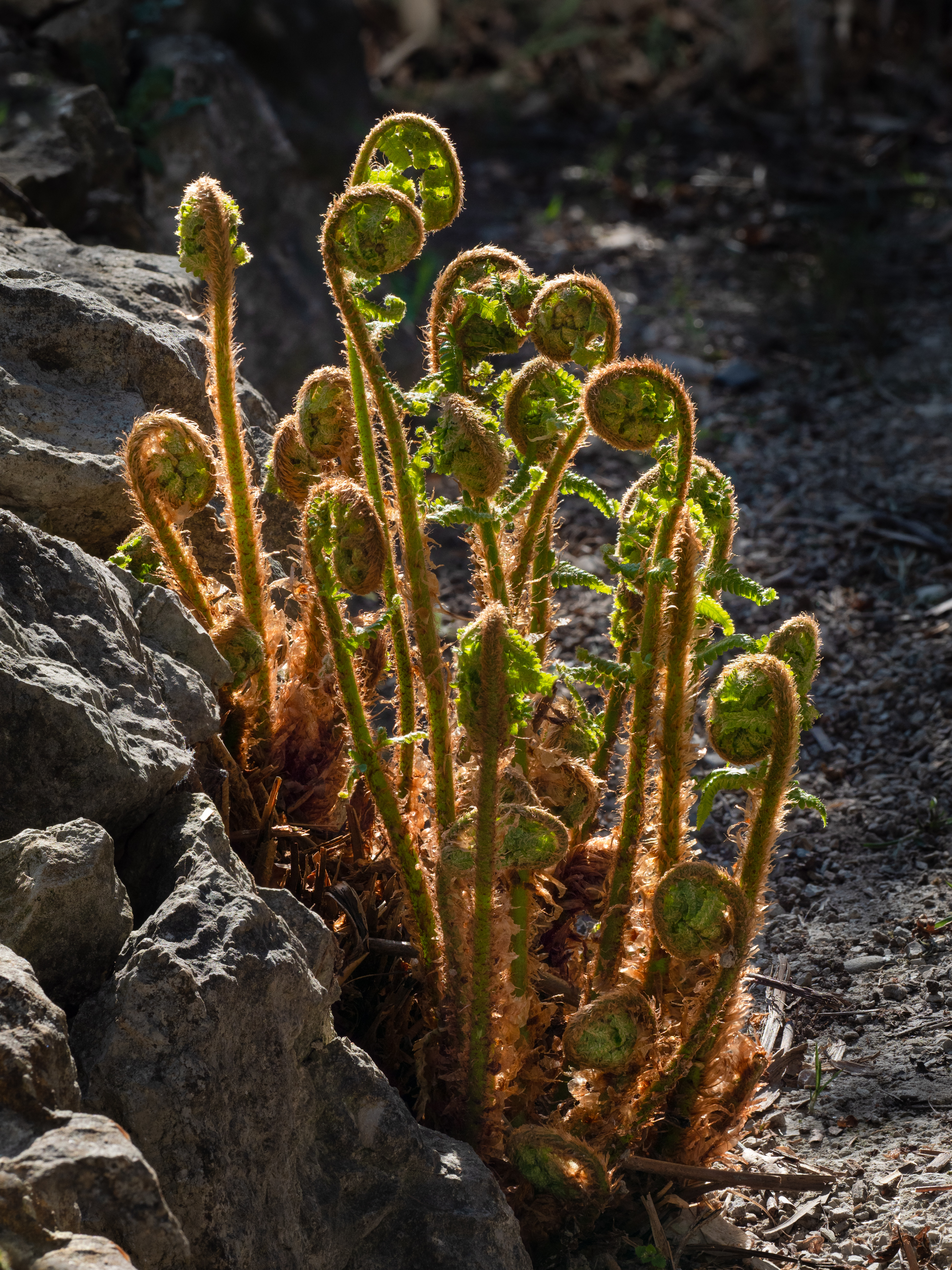
Les crosses des futures frondes d'un pied de Polystichum setiferum.

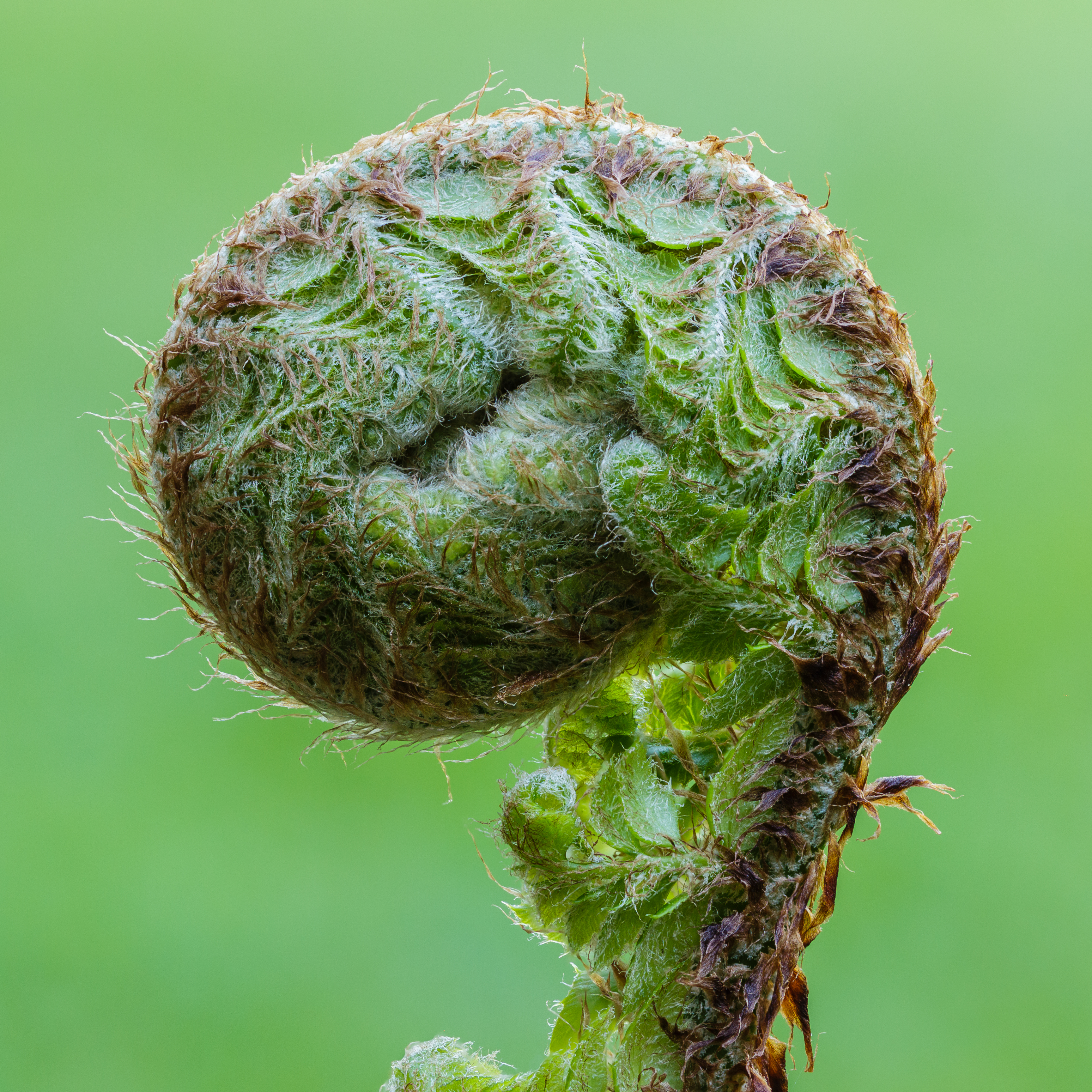
Les crosses des futures frondes Polystichum setiferum ('Herrenhausen').

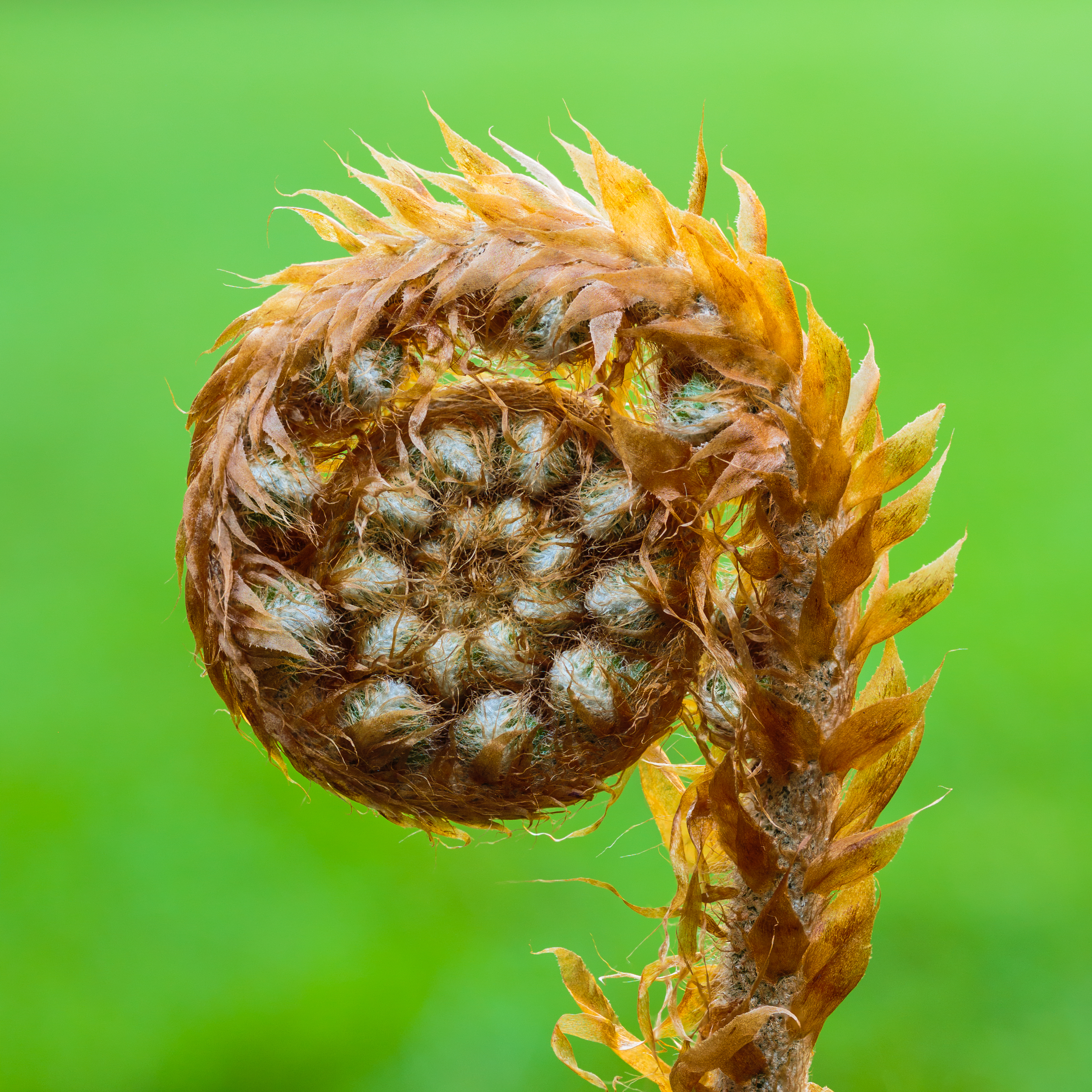
Une crosse de polystic à soies.

C'est une plante herbacée vivace à feuillage persistant haute de 60 centimètres à plus d'un mètre.
Son rhizome est court et dressé, et émet une rosette de frondes douces au toucher. Le stipe (mesurant environ 1/5 à 1/3 de la longueur de la fronde) et le rachis présentent des écailles brunes aux reflets argentés.
Le limbe lancéolé est bipenné et porte de 30 à 40 paires de pennes. Les pinnules courtement pétiolées sont dentelées et présentent un lobe pointu à leur base.

### Appareil reproducteur
Les sores circulaires se forment en été sur l'envers des pinnules de part et d'autre de leur nervure médiane. Ils sont protégés par des indusies peltées également circulaires.
Les spores arrivées à maturité sont libérées par les sporanges et sont dispersées de façon anémochore (par le vent).

## Répartition
Polystichum setiferum est originaire d'Europe du sud et de l'ouest, des îles britanniques à la Méditerranée jusqu'à la Turquie.
On rencontre ses diverses variétés en Irlande, en Angleterre, en Allemagne et en Europe centrale, dans le nord-ouest de la péninsule ibérique, en France et même dans les régions de la Méditerranée (en altitude seulement).

## Habitat
Polystichum setiferum préfère les conditions ombragées, en sous-bois, ou au bord d'un point d'eau, dans un sol humifère et drainé. L'espèce est cependant assez rustique (elle supporte des températures allant jusqu'à −18 °C).

## Utilisation
C'est une plante ornementale appréciée dans les jardins qui peut être utilisée comme couvre-sol.

## Liste des variétés
Selon Tropicos (16 janvier 2022) :
- variété Polystichum setiferum var. crenatum N.C. Nair
- variété Polystichum setiferum var. fargesii (Christ) C. Chr.
- variété Polystichum setiferum var. fuscopaleaceum (Alston) Schelpe
- variété Polystichum setiferum var. nigropaleaceum (Christ) Sledge